# 行政監視委員会

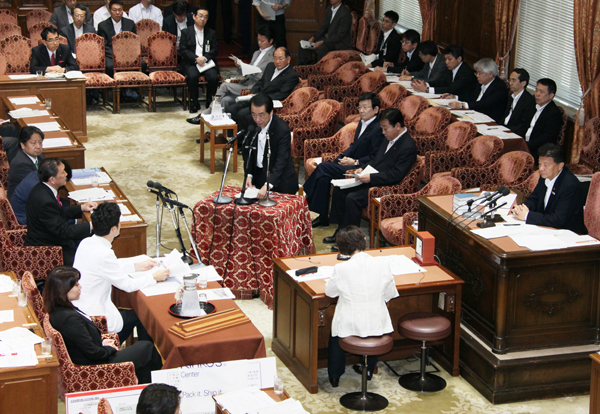
2011年8月、参議院行政監視委員会の様子

行政監視委員会（ぎょうせいかんしいいんかい）は、日本の参議院における常任委員会の一つ。国会法第41条3項15号に規定される。
行政監視委員会は1998年参議院改革の一環として、参議院に期待される行政監視機能を向上させるために設置された。

## 概要
行政監視委員会は、参議院のみに置かれる常任委員会である。行政監視委員会が最初に置かれたのは、1998年1月12日に召集された第142回国会である。行政監視委員会は議院規則により所管が定められており、行政監視に関する事項、行政評価に関する事項、行政に対する苦情に関する事項を対象とする（参議院規則74条15号）。
委員会の委員は、議院において選任される（国会法42条1項）。委員の選任は、すべて議長の指名によって行われる（参議院規則30条1項）。実際には、各議院運営委員会において、各会派の議席数に応じて各委員会の委員の員数も配分され、個別の人事は配分された員数の範囲内で各会派によって行われる。
委員長は、委員の互選（国会法第25条）もしくは議長において指名（参議院規則16条2項）で選任されると定められているが、後者の場合がほとんどである。この場合、事前に各会派間で協議された常任委員長各会派割当てと会派申出の候補者に基づいておこなわれる。なお、委員長に事故があった場合は理事が職務を行うことになっている（参議院規則31条3項）。
理事の選任は委員の互選（参議院規則32条2項）となっているが、第1回国会以来すべて委員長の指名により行われている。理事の員数および各会派割当ては議院運営委員会で決定した基準により、選挙など会派の構成が大きく変わった際に見直される。
衆議院では決算委員会と行政監視委員会の所管事項を併せて所管する決算行政監視委員会が設置されている。

## 参議院

### 組織
参議院行政監視委員会の員数は30人である（参議院規則74条）。委員長1名、理事数名が選出または指名される（参議院規則第16条及び31条）。
参議院行政監視委員会の組織
2025年（令和7年）6月3日現在
- 行政監視委員長
  - 福島みずほ（立憲民主・社民・無所属）

- 理事
  - 宮崎雅夫（自由民主党）
  - 鬼木誠（立憲民主・社民・無所属）
  - 里見隆治（公明党）

- 委員
  - 朝日健太郎、井上義行、石井浩郎、上野通子、小川克巳、加田裕之、北村経夫、上月良祐、佐藤信秋、滝沢求、長峯誠、野上浩太郎、長谷川岳、橋本聖子、山谷えり子（自由民主党）
  - 石垣のりこ、木戸口英司、岸真紀子、古賀千景、塩村あやか、野田国義、森屋隆（立憲民主・社民・無所属）
  - 石川博崇、高橋次郎（公明党）
  - 芳賀道也（国民民主党・新緑風会）
  - 吉良佳子（日本共産党）
  - 大島九州男（れいわ新選組）
  - 伊波洋一（沖縄の風）
  - 浜田聡（みんなの党）

### 所管事項
参議院行政監視委員会の所管事項は以下の通り（参議院規則74条）。
1. 行政監視に関する事項
2. 行政評価に関する事項
3. 行政に対する苦情に関する事項

国政調査案件
1. 行政監視、行政評価及び行政に対する苦情に関する事項

## 所管国務大臣
委員会が審査又は調査を行うときは、政府に対する委員の質疑は、国務大臣または内閣官房副長官、副大臣若しくは大臣政務官に対して行う（衆議院規則45条の2、参議院規則42条の2）。どの国務大臣等に対して出席を求めるかは、各議院の委員会において、委員長及び理事の協議で決定される。行政監視委員会において出席を求められる主な国務大臣等は、以下の通り。
- 総務大臣
  - 村上誠一郎（自由民主党）
- 財務大臣
  - 加藤勝信（自由民主党）
- 法務大臣
  - 鈴木馨祐（自由民主党）
- 厚生労働大臣
  - 福岡資麿（自由民主党）
- 経済産業大臣
  - 武藤容治（自由民主党）
- 国土交通大臣
  - 中野洋昌（公明党）
- 内閣官房長官
  - 林芳正（自由民主党）
- 国家公安委員会委員長
  - 坂井学（自由民主党）
- 復興大臣
  - 伊藤忠彦（自由民主党）
- 内閣府特命担当大臣（科学技術政策）
  - 城内実（自由民主党）

- その他政務官、副大臣など

## 歴代委員長
| 代 | 氏名       | 在職期間   |
| -- | ---------- | ---------- |
| 1  | 竹山裕     | 1998       |
| 2  | 続訓弘     | 1998-1999  |
| 3  | 浜田卓二郎 | 1999-2000  |
| 4  | 山下栄一   | 2000-2001  |
| 5  | 続訓弘     | 2001       |
| 6  | 森本晃司   | 2001-2002  |
| 7  | 白浜一良   | 2002-2003  |
| 8  | 松あきら   | 2003-2004  |
| 9  | 山口那津男 | 2004-2005  |
| 10 | 荒木清寛   | 2005-2006  |
| 11 | 草川昭三   | 2006-2007  |
| 12 | 郡司彰     | 2007       |
| 13 | 加藤修一   | 2007-2008  |
| 14 | 山下栄一   | 2008-2009  |
| 15 | 渡辺孝男   | 2009-2010  |
| 16 | 伊達忠一   | 2009-2010  |
| 17 | 末松信介   | 2010-2011  |
| 18 | 福岡資麿   | 2011-2012  |
| 19 | 森まさこ   | 2012       |
| 20 | 愛知治郎   | 2012-2013  |
| 21 | 江口克彦   | 2013-2014  |
| 22 | 松村祥史   | 2014-2016  |
| 23 | 礒崎陽輔   | 2016       |
| 24 | 佐藤信秋   | 2016-2017  |
| 25 | 丸山和也   | 2017-2018  |
| 26 | 中川雅治   | 2018-2019  |
| 27 | 芝博一     | 2019       |
| 28 | 川田龍平   | 2019-2020  |
| 29 | 野田国義   | 2020-2021  |
| 30 | 吉田忠智   | 2022-2022  |
| 31 | 青木愛     | 2022- 2023 |
| 32 | 川田龍平   | 2023- 2024 |
| 33 | 福島瑞穂   | 2024-      |